# Banco Nacional de Empregos
O Banco Nacional de Empregos (BNE) é uma plataforma brasileira de recrutamento online, fundada em 1998. O site atua como intermediário entre candidatos que buscam oportunidades de trabalho e empresas que necessitam contratar profissionais em todo o Brasil.

## História
Fundado em 1998, o BNE surgiu com a proposta de centralizar currículos em uma base de dados digital para facilitar os processos de recrutamento e seleção das empresas. Ao longo de sua atuação, a plataforma expandiu suas operações, passando a ofertar vagas em diferentes modalidades, como presencial, híbrida e remota.
Com mais de duas décadas de operação, a empresa se posiciona no mercado de tecnologia para recursos humanos, desenvolvendo ferramentas para gestão de processos seletivos e atração de talentos.

## Modelo de negócio
O BNE opera com um modelo de negócio freemium. Para candidatos, a plataforma oferece o cadastro gratuito do currículo e a candidatura a um número limitado de vagas. Planos pagos (denominados "Plano VIP") são oferecidos para obter maior destaque do currículo junto aos recrutadores e acesso irrestrito a todas as vagas anunciadas.
Para as empresas, a plataforma disponibiliza um sistema de gerenciamento de vagas e candidatos, a criação de páginas de "Trabalhe Conosco" e o acesso a um banco de currículos para busca ativa de profissionais. Ferramentas adicionais, como testes e soluções para admissão digital, também são comercializadas.

## Pesquisas e repercussão na mídia
O BNE é frequentemente citado na imprensa brasileira como fonte de dados e pesquisas sobre o mercado de trabalho. Estudos e levantamentos realizados pela plataforma são repercutidos por veículos de comunicação para ilustrar tendências de emprego e carreira.
Em 2024, dados do BNE apontaram um crescimento de 94,6% no número de vagas para o programa Jovem Aprendiz, informação noticiada por portais como o Tudo do MS. O Correio Braziliense também utilizou dados da plataforma para reportar um recorde no número de jovens aprendizes no mesmo ano.
Outros levantamentos da empresa que tiveram repercussão na mídia incluem o aumento na participação de mulheres em vagas de tecnologia e análises sobre a busca por vagas por profissionais com mais de 50 anos.